# Wsiewołod Wołczew
Wsiewołod Wołczew (ur. 18 czerwca 1929 w Leningradzie, zm. 1 czerwca 1993 w Katowicach) – polski historyk i działacz komunistyczny pochodzenia bułgarsko-rosyjskiego. 

## Biogram
Jego ojcem był bułgarski komunista Wasił Wyłczew od 1924 przebywający z ZSRR (w 1938 stracony). Jego matka była Rosjanką, która później wyszła za mąż za Polaka. W 1946 roku Wołczew wraz z matką i ojczymem wyemigrowali do Polski. w okresie 1947-1966 pracował w aparacie młodzieżowym i partyjnym. W 1962 uzyskał stopień magistra historii, a w 1967 stopień magistra ekonomii. W latach 1962–1970 wykładowca historii na UMCS. W 1969 doktor nauk humanistycznych. Habilitacja w 1976 z zakresu teorii polityki w Wyższej Szkole Nauk Społecznych przy KC PZPR w Warszawie. W latach 1970–1981 wykładowca w Instytucie Nauk Politycznych na Uniwersytecie Śląskim w Katowicach. W okresie 1973–1990 pracownik Śląskiego Instytutu Naukowego w Katowicach (kierownik Zakładu Badań Politycznych). W okresie 1981–1982 był jednym z  przywódców Katowickiego Forum Partyjnego i Katowickiego Seminarium Marksistowsko-Leninowskiego. W 2 połowie lat 80. kierownik Zakładu Teorii Polityki na Uniwersytecie Szczecińskim. Od 1990 na emeryturze. Pod koniec życia był przewodniczącym Koła Stowarzyszenia Marksistów Polskich w Katowicach.

## Wybrane publikacje
- Z działalności obozu londyńskiego na Lubelszczyźnie: styczeń - lipiec 1944 r., Lublin: Wydawnictwo Lubelskie 1963.
- Przemysł Lubelszczyzny w okresie władzy ludowej, Lublin: Wydawnictwo Lubelskie 1969.
- Polska Partia Robotnicza organizator i kierownik walki o Polskę Ludową, Katowice: Śląski Instytut Naukowy 1974.
- Podstawowe zagadnienia marksistowskiej teorii polityki: polityczna problematyka materializmu historycznego, Katowice: Śląski Instytut Naukowy 1975.
- Wielka Socjalistyczna Rewolucja Październikowa, pierwsze zwycięskie ogniwo światowej rewolucji socjalistycznej: zagadnienia marksistowsko-leninowskiej teorii rewolucji socjalistycznej, Katowice: Śląski Instytut Naukowy 1977.
- Podstawowe zagadnienia marksistowsko-leninowskiej teorii polityki: polityczna problematyka materializmu historycznego, Warszawa: "Książka i Wiedza" 1978.
- Związek Walki Młodych na czele walki o zjednoczenie polskiego ruchu młodzieżowego, Katowice: Śląski Instytut Naukowy 1978.
- Z zagadnień świadomości społecznej, Katowice: Śląski Instytut Naukowy 1980.
- W trzydziestolecie Niemieckiej Republiki Demokratycznej: materiały sympozjum naukowego na temat XXX lat NRD, odbytego w Szczyrku w dniach od 15 do 17 listopada 1979 roku, Katowice: Śląski Instytut Naukowy 1981.